# Tucuruí-dæmningen
Tucuruí-dæmningen er en dæmning med deraf følgende kunstig sø beliggende i den brasilianske delstat Pará.
Navnet kommer fra en lille by som måtte flyttes da dæmningen blev konstrueret.
Konstruktionen af dæmningen indledtes i 1975 med det formål at drive vandkraftværk. Kraftværket har 24 turbiner og er det fjerdestørste vandkraftværk i verden med en effekt på 8.370 MW.